# Capitan Zoom - Accademia per supereroi
Capitan Zoom - Accademia per supereroi (Zoom) è un film del 2006, interpretato da Tim Allen, Courtney Cox, Chevy Chase, Rip Torn, Kevin Zegers e Spencer Breslin.
Il primo titolo del film era Captain Zoom: ogni squadra ha bisogno di un leader.

## Trama
Anni fa il mondo era protetto dalla Squadra Zenith, cinque giovani supereroi guidati da Jack Shepard (detto "Capitan Zoom", dotato di super velocità) e suo fratello maggiore Connor Shepard (detto "Concussion", in grado di generare esplosioni soniche devastanti), che hanno combattuto per proteggere il mondo da varie minacce. Un giorno l'esercito americano ha cercato di aumentare i poteri della squadra utilizzando una forma sperimentale di radiazione chiamata "Gamma-13". Ciò ha reso Zoom più veloce e più forte, ma ha creato una rottura psicotica in Concussion che diventa paranoico e delirante. Pensando che Zoom e la squadra lo abbiano tradito, Concussion ha ucciso i suoi compagni di squadra Marksman, Ace e Daravia. Zoom ha sconfitto Concussion ma ha perso i suoi poteri nel processo.
30 anni dopo, il dottor Ed Grant, lo scienziato dietro l'originale Programma Zenith, scopre che Concussion è ancora vivo. Le azioni di Zoom hanno spinto Concussion verso una spaccatura dimensionale che ora è su una traiettoria di ritorno. Il generale Larraby, l'ufficiale militare responsabile del Progetto, decide di formare una nuova squadra Zenith per combatterlo. Jack si ritrova trascinato di nuovo nel Progetto, questa volta come istruttore. Larraby offre a Jack la possibilità di scegliere tra una lunga pena detentiva se rifiuta o un pagamento di $ 500.000 per l'addestramento della squadra. Jack accetta con riluttanza di aiutare. Nella loro base segreta Area 52 (un riferimento all'Area 51), incontra Marsha Holloway, che è una psicologa bella ma goffa, una grande fan di Zoom, e lo conosce solo attraverso gli adattamenti a fumetti delle avventure della squadra.
Il progetto tiene un'audizione di aspiranti membri e ne vengono selezionati quattro: Dylan West, un ragazzo di 17 anni che possiede l'invisibilità, Summer Jones, una ragazza di 16 anni con poteri telecinetici ed empatici, Tucker Williams, un Ragazzo in sovrappeso di 12 anni che può allargare e gonfiare ogni parte del corpo a suo piacimento, e Cindy Collins, una bambina di 6 anni con super forza. All'inizio le cose non vanno bene, con Jack amareggiato per il passato e il suo atteggiamento sarcastico delude Marsha. Dylan continua a cercare di scappare, Tucker ha problemi di autostima e difficoltà a controllare i suoi poteri, e i ragazzi sono infastiditi dall'atteggiamento di Jack. La squadra alla fine costringe Jack ad affrontare il fatto che non sta davvero mettendo il cuore nel loro allenamento. Lentamente le cose iniziano a prendere forma man mano che le capacità della nuova squadra migliorano.
Solo poche ore prima dell'arrivo di Concussion sulla Terra, Dylan scopre una nuova abilità, la "visione mentale": un raro potere che gli permette di scoprire dove arriverà Concussion. Nella sua visione, scopre anche il vero scopo del progetto: l'esercito sta cercando di testare nuove armi per sopprimere Cocussion e utilizzerà la nuova squadra Zenith come distrazione; peggio, i militari non credono che la nuova squadra abbia potenza sufficiente per tenerlo a bada e progettano di bombardare i bambini con Gamma-13. Zoom è inorridito dalla rivelazione e recluta Marsha per aiutarlo a salvare i bambini prima che vengano bombardati con Gamma-13; durante la loro fuga, Marsha rivela anche di possedere segretamente una forma di super respiro color arcobaleno. Arrivano al punto di arrivo di Concussion e Jack decide di affrontarlo impotente e solo, ma i ragazzi si rifiutano di abbandonarlo.
Quando arriva Concussion, Larraby prova a sparare una rete neutralizzante per intrappolare Concussion, ma quest'ultimo riesce a deviarla facilmente mandandola verso Cindy. Temendo per la sua sicurezza, i poteri di Zoom ritornano e lui salva la bambina. Lavorando insieme, Zoom ricrea il vortice originale usando la velocità e la sua energia Gamma-13, mentre il team e Marsha vi guidano Concussion. Poco prima che lo rispediscano indietro, il dottor Grant urla a Zoom che se chiude il vortice, possono salvare Concussion. Zoom chiude il vortice e il successivo vuoto di energia estrae il Gamma-13 da Connor che ripristina i suoi poteri alla normalità e cura la sua psicosi. Concussion si scusa con Zoom per le sue azioni, e i due si abbracciano ora che sono riuniti.
Tre mesi dopo, Cindy è in una recita scolastica di Raperonzolo, usando la sua forza per trascinare il "principe" su per la torre quando non riesce a salire. Tucker è il portiere della squadra di calcio. Dylan esce con Summer, che fa parte della squadra di cheerleader, usando il suo potere telecinetico per aiutare a costruire una piramide capovolta. Inoltre, lavorano ancora insieme a Zoom come nuova Squadra Zenith, insieme a Marsha, Connor, al dottor Garnt e a mr. Pib (il robot della squadra).

## Critica
Il film ha ricevuto durante l'edizione dei Razzie Awards 2006 una nomination come Peggior attore per Tim Allen.